# Satonius fui
Satonius fui  (лат.) — вид водных жуков из рода Satonius семейства Torridincolidae подотряда миксофага. Эндемик Китая.

## Распространение
Восточная Азия: Китай, провинция Хубей (Dabie Shan Mts., 31°07'06N, 115°48'57E, 640 м) и Аньхой (Huang Shan, 60 км с.-в. Tunxi, около Tang Kou, 900—1000 м).

## Описание
Мелкие водные жуки, длина тела от 1,6 до 1,7 мм, ширина 1,0—1,1 мм. На всех стадиях развития являются водными обитателями, питаются водорослями. Встречаются на мокрых скалах и в быстрых водных потоках. Видовое название дано в честь профессора Fu Xinhua (College of Plant Science and Department, Huazhong Agricultural University, Ухань, Китай).